# Orchestre Lamoureux
L'Orchestre Lamoureux (o Concerts Lamoureux) è una delle più antiche orchestre sinfoniche francesi.

## Storia
Fondata nel 1881 dal violonista e direttore d'orchestra Charles Lamoureux, l'orchestra ha giocato un ruolo molto importante nella diffusione della musica sinfonica francese, eseguendo, all'inizio del XX secolo, le opere di Debussy e Ravel (del quale eseguì la prima del Concerto per pianoforte e orchestra in sol maggiore con il compositore stesso alla direzione e Marguerite Long al pianoforte).
Divenuta un'associazione indipendente dopo la morte del suo fondatore, avvenuta nel 1897, l'Orchestre Lamoureux ha sperimentato, nel corso del XX secolo, diverse crisi finanziarie, non beneficiando dei finanziamenti che lo Stato distribuiva alle orchestre nazionali.
Nonostante ciò, il suo direttore attuale Yutaka Sado, ha saputo ridonarle, nel giro di una dozzina d'anni, un posto di riguardo nel panorama musicale parigino.
Resta da ricordare la registrazione Boléro (Ravel), Orchestre Lamoureux, Direttore Maurice Ravel registrazione originale effettuata nel 1932 - Philips 6550005 A - Grammy Hall of Fame Award 1992.

## Direttori principali
- Fayçal Karoui (2011–oggi)
- Yutaka Sado (1993–2011)
- Valentin Kojin (1991–1993)
- Jean-Claude Bernède (1979–1991)
- Jean-Baptiste Mari
- Igor Markevitch (1957-1961)
- Jean Martinon (1951-1957)
- Eugène Bigot 1935-1950)
- Albert Wolff (1928-1934)
- Paul Paray (1923-1928)
- Camille Chevillard (1897-1923)
- Charles Lamoureux (1881-1897)

## Discografia
- Berlioz Cherubini Auber, Sinfonia fantastica/Anacreon/Muta - Markevitch/Conc. Lamoureux, 1995 Deutsche Grammophon
- Berlioz: Dannazione di Faust - Igor Markevitch/L'Orchestre des Concerts Lamoureux, 1959 Deutsche Grammophon
- Bizet, Pescatori di perle - Fournet/Alarie/Simoneau/Bianco, 1954 Philips
- Duruflé: Sacred Vocal Works - L'Orchestre des Concerts Lamoureux/Roger Soyer, 1963 Erato
- Gluck: Orphée et Eurydice - Hans Rosbaud/L'Orchestre des Concerts Lamoureux/Léopold Simoneau/Suzanne Danco, 1956 Philips
- Ibert, Orchestral Works - L'Orchestre des Concerts Lamoureux/Yutaka Sado, 2000 Naxos
- Lalo & Saint-Saëns: Cello Concerto - Alfred Wallenstein/Berliner Philharmoniker/Jean Martinon/L'Orchestre des Concerts Lamoureux/Pierre Fournier, 1999 Deutsche Grammophon
- Milhaud: Les Choéphores - Honegger: Symphony No. 5 "Di tre re" - Roussel: Bacchus et Ariane - Igor Markevitch/L'Orchestre des Concerts Lamoureux, 1997 Deutsche Grammophon
- Mozart, Conc. pf. n. 20, 24 - Haskil/Markevitch/Conc. Lamour., 1954/1960 Philips
- Ravel Conducts Ravel - Maurice Ravel/L'Orchestre des Concerts Lamoureux/Royal Concertgebouw Orchestra, Urania
- Rimsky-Korsakov: The Golden Cockerel Suite, May Night Overture - Tchaikovsky: Francesca da Rimini, Op. 32/Borodin: in the Steppes of Central Asia/Glinka:Overture "Ruslan and Ludmilla"/Liadov: Fragment de l'apocalypse, Op. 66 - L'Orchestre des Concerts Lamoureux/Igor Markevitch, Deutsche Grammophon
- Villa Lobos: Bachianas Brasileiras, Fantaisie pour saxophone soprano & Forest of the Amazon - Heitor Villa-Lobos/L'Orchestre des Concerts Lamoureux/Victoria de los Ángeles, Isis